# Egidio Fumagalli
Egidio Fumagalli (Monza, 21 aprile 1937 – Frosinone, 9 gennaio 2015) è stato un calciatore italiano, di ruolo centrocampista.

## Caratteristiche tecniche
Poteva ricoprire indifferentemente i ruoli di mediano e mezzala.

## Carriera
Cresciuto nelle giovanili del Milan, passa alla Novese, dapprima in prestito e nel 1957 a titolo definitivo e quindi a titolo definitivo.
Nel 1958 viene ingaggiato dalla Lazio, dove rimane per tre stagioni in massima serie come rincalzo, aggiudicandosi l'edizione 1958 della Coppa Italia.
In seguito milita nel Novara in Serie B, con cui è capocannoniere della Coppa Italia 1961-1962 insieme ad altri quattro giocatori, e nella Salernitana.
In disaccordo economico con i campani per il reingaggio, nel novembre 1963 fa ritorno alla Lazio, che lo acquista per una somma modesta. Qui rimane per un'ultima stagione, senza mai scendere in campo se non nel Campionato De Martino, passa poi al Frosinone e chiude la carriera nella Sessana.
In carriera ha totalizzato complessivamente 47 presenze e 4 reti in Serie A e 21 presenze e 3 reti in Serie B.

## Palmarès

### Club

#### Competizioni nazionali
- Coppa Italia: 1

Lazio: 1958
- Serie D: 1

Frosinone: 1965-1966

### Individuale
- Capocannoniere della Coppa Italia: 1

Coppa Italia 1961-1962 (3 gol)